# Krzysztof Wolfram
Krzysztof Antoni Wolfram (ur. 29 maja 1946 w Warszawie) – polski polityk, leśnik, ekolog, poseł na Sejm II kadencji.

## Życiorys
Ukończył w 1969 studia na Wydziale Leśnym Szkoły Głównej Gospodarstwa Wiejskiego. Pracował jako leśnik, przez kilkanaście lat był zatrudniony w okręgowym zarządzie Lasów Państwowych. Na początku lat 90. został pełnomocnikiem ministra ochrony środowiska. Był inicjatorem powstania i koordynatorem programu „Zielone Płuca Polski”.
W latach 1993–1997 sprawował mandat posła na Sejm II kadencji, wybranego w okręgu białostockim z listy Unii Demokratycznej. Od 1994 należał do Unii Wolności. W 2005 objął stanowisko prezesa zarządu Fundacji Zielone Płuca Polski.
Jest bratem Agnieszki Wolfram-Zakrzewskiej.
W 2001 otrzymał Złoty Krzyż Zasługi.